# Ярослав Рудницький
Д-р Яросла́в Рудни́цький (англ. Jaroslav Rudnyckyj; уроджений Ярослав-Богдан Рудницький; 28 листопада 1910, Перемишль — 19 жовтня 1995, Монреаль, Канада) — український канадський славіст, мовознавець, науковий і громадський діяч, літературознавець, фольклорист. Президент Української вільної академії наук.

## Біографія
Народився 1910 року в сім'ї юриста Антона і Юлії (Шавалів) Рудницьких.
У 1929 закінчив Стрийську гімназію, склавши матуру. Під час навчання у гімназії вступив до Пласту, належав до 5 куреня ім. Ярослава Осмомисла, а згодом — до 2 куреня УУСП «Червона Калина».
У 1934 одержав ступінь магістра слов'янських наук в Університеті Яна Казимира у Львові, а в 1937 р. завершив студії славістики у Львівському університеті докторатом філософії.
У 1938 року виїхав до Берліна, де працював в Українському науковому інституті.
У 1940 році переїхав до Праги, де став доцентом (з 1943 р. — професором) Українського вільного університету (УВУ), викладав у Карловому університеті. Протягом 1943-1945 років брав участь у виданні українського літературного журналу "Вечірня година" в Кракові.
У 1945 виїхав до Німеччини, працював у Гайдельберзькому університеті, був професором УВУ в Мюнхені.

### Канада
У 1949 переїхав до Вінніпега (Канада); того ж року заснував відділ україністики в Манітобському університеті, у 1951 став першим головою-славістом, відділу цього університету (очолював до 1976). Дійсний член Наукового товариства імені Шевченка (НТШ) (з 1947), член-засновник Української вільної академія наук (УВАН) у Канаді та її президент 1955—1969).
Очолював різні українські наукові, культурні та громадські організації:
- президент УВАН (1955—1969),
- голова Української наукової ради (з 1959, неодноразово),
- голова Товариства плекання української мови (1971—79; 1982—88),
- президент Української Могилянсько-Мазепинської Академії з 1978[2][3],
- голова Уряду Української Народної Республіки в екзилі (1980—1989)[2],
- Заступник голови Міжнародного комітету спеціальної ономастики при ООН (1972).

### Член королівської комісії
Як член Канадської федеральної королівської комісії до справ двомовності й двокультурності у Канаді (1968—1971) відстоював конституційне визнання мов української та інших національних меншостей у Канаді на території з 10 % або більше даного населення (1967); заступник голови Міжнародного комітету спеціальної ономастики при ООН (1972). Беручи участь в міжнародних конгресах, ставив українські питання на світовому форумі.
Одержав 21 квітня 1993 найвище державне відзначення Канади з рук генерал-губернатора Канади Рамона Гнатишина — медаль офіцера Ордена Канади за заслуги у справі введення політики багатокультурності в Канаді.

### Українознавчі студії в Австралії
У 1970-х роках, як голова факультету славістики у Манітобському університеті, відвідав багато країн Південної Америки, Африки, Азії та Австралію, де став ініціатором створення Катедри Українознавчих Студій (КУА) в Австралії, започаткувавши українознавчі курси в різних університетах Австралії.
У 1978 перевіз кораблем «Оріяна» для Центру Українознавчих Студій при університеті Макворі свою приватну бібліотеку (близько 10 000 книжок).
У 1979 р. за його почином з допомогою науковців в Австралії Ольги Качан і Ігоря Гордієва та дирекції Фундації Українознавчих Студії Австралії відбулася інавгурація КУА, а в 1984 — її урочисте відкриття в університеті Макворі.

### Редакційна діяльність
Редактор серій УВАН «Slavistica», «Onomastica» та інших та журналу «Слово на сторожі», співредактор різних наукових видань («The Slavic and East European Journal», «Etudes Slaves et Est Européennes» й ін.).

### Творчий доробок
Автор більше 2000 публікацій. Зокрема, автор збірки віршів «Євшану пах» (1994), книжок «Подорожі навколо півсвіту» (1955), «Подорожі по Америці» (1956), «З подорожей по Канаді» (1949—1959), літературознавчої студії «Burns and Shevchenko» (1959).

#### Окремі видання
- Рудницький Я. Бернс і Шевченко. — Вінніпег, 1959. — 32 с.
- Рудницький Яр. Бібліотека товариства «Просвіта» в Порт Артурі, Онтаріо. — Вінніпег, Порт Артур, 1961. — 16 с.
- Рудницький Яр. Бібліотека читальні «Просвіти» у Вінніпегу. -Вінніпег, Порт Артур, 1956. — 30 с.
- Рудницький Я. Вірші // Хрестоматія української літератури в Канаді. — Едмонтон, 2000. — С. 163.
- Рудницький Я. Найближчі завдання шевченкознавства. -Вінніпег, 1958. — 32 с.
- Рудницький Я. Нарис української діялектології. — Авгсбург, 1946. — 48 с.
- Рудницький Я. Слово про Ігорів похід в переспівах на сьогочасну українську мову. — Грефенгайніхен, 1944. — 54 с.
- Рудницький Я. Українська мова та її говори: (з двома мапами в тексті) / Ярослав Рудницький. — Львів: Накладом Вид-ва «Рідної шк.», 1937. — 78, 2 с. : табл., 1 арк. карт. [Архівовано 22 вересня 2020 у Wayback Machine.]

### Мовознавчі праці
Праці з українського словотвору (наростки -ище, -исько 1934, 1967, наросток -епа 1959), акцентології (1941, 1948, 1961), топономастики Бойківщини 1939, 1962, українсько-канадських назв місцевостей 1949, 1951, мозаїки назв Манітоби 1970 та ін.), про ізофони бойківської говірки (1936, 1938), опис передміської говірки Львова (1943), записи українсько-канадських говіркових і фольклорних матеріалів (1956—1963), співавтор (із З. Кузелею) українсько-німецького словника (1943), автор першого друкованого українського етимологічного словника англ. «An Etymological Dictionary of the Ukrainian Language») літери А—Д, 1962—1974), підручника української мови для німців (1940, 1964) та з Ю. Луцьким для англійців (1949, 1968), скриптів зі «старих» церковно-слов'янської граматики й вступу до слов'янознавства, нарису української діалектології, правопису й популярно-нормативних статей, бібліографії тощо.

## Родина
Був одружений із Мариною Рудницькою, дочкою Дмитра Антоновича, активною діячкою української діаспори у Канаді.